# David McCallum
David Keith McCallum (Glasgow, 19 de septiembre de 1933-Nueva York, 25 de septiembre de 2023), conocido como David McCallum, fue un prolífico actor y músico británico, recordado sobre todo por su papel como Illya Kuryakin, un agente ruso en la serie de televisión The Man from U.N.C.L.E. (El Agente de C.I.P.O.L., en su versión en español), y por su papel como el doctor Donald Mallard en NCIS.

## Biografía
Nació en Glasgow, Escocia, siendo el segundo de dos hijos. Empezó su carrera como actor con pequeños papeles en las películas británicas de los 50. The Man from U.N.C.L.E., previsto para el lucimiento de Robert Vaughn, imprevisiblemente convirtió a McCallum en un sex symbol, su corte de pelo al estilo Beatle rubio, daba un toque moderno que contrastaba con la apariencia más tradicional de Vaughn. La adoración al personaje llevó a la grabación de un tema, Love Ya, Ilya, realizado por Alma Cogan bajo el nombre de "Angela and the Fans" ("I wish, I wish, I wish, I wish, I wish that Ilya loved me"), que fue un éxito de la radio no convencional en Gran Bretaña en 1966. 
Aunque McCallum llegó a ser un rostro familiar en la televisión, nunca alcanzó el mismo nivel de popularidad que con su papel de Kuryakin. Sus más conocidos papeles fueron en Sapphire & Steel (dando réplica a Joanna Lumley), protagonizó la versión de los 70 de El Hombre Invisible, y como Judas Iscariote en The Greatest Story Ever Told. En los 60 grabó varios álbumes para Capitol Records con el productor David Axelrod, como A Bit More of Me (1966) y It's Happening Now! (1967). La más conocida de sus piezas es posiblemente "The Edge", tema incluido en el álbum "Music: A bit more of me" y producido por David Axelrod, publicado en 1967. McCallum no sabía entonces que, 33 años más tarde, el conocido rapero y productor musical Dr. Dre, junto a otro referente del género como Snoop Dogg, convertiría esas notas en uno de los temas ícono internacional de la música RAP llamado "The Next Episode". Existe alguna controversia sobre el papel de McCallum en estas grabaciones, puesto que no canta en las canciones (son instrumentales) ni fueron escritas por él, sin embargo, aparecen su nombre y fotografía en la portada del álbum.
McCallum coprotagonizó con Charles Bronson la película La gran evasión en 1963. Él presentó a su esposa Jill Ireland a Bronson en el set de rodaje, y después ella lo abandonó y se casó con Bronson. McCallum se casó con Katherine Carpenter en septiembre de 1967, y tuvieron dos hijos: Peter y Sophie. Desde agosto de 2014, junto con John Leyton, era uno de los dos supervivientes de las estrellas de esa película, entre las que se encontraban Steve McQueen, Gordon Jackson, James Garner y Richard Attenborough.
McCallum comenzó una nueva etapa en Australia cuando apareció en Run For Your Wife durante 1987-1988, y la producción recorrió el país. Otros miembros del reparto eran Jack Smethurst, Eric Sykes y Katy Manning.
Desde 2003 interpretó al Dr. Donald "Ducky" Mallard en la serie de la CBS NCIS. En una broma, Kate Todd le preguntó al Agente Jethro Gibbs: "¿A quién se parecía Ducky cuando era más joven?", Gibbs contesta simplemente: "Ilya Kuryakin".
De acuerdo con las escenas adicionales que aparecen en el DVD de 2006 de la 1.ª temporada, McCallum decide convertirse en un experto forense para interpretar mejor su papel del Doctor "Ducky" Mallard; incluso aparece en convenciones de examinador médico. Donald P. Bellisario dijo que los conocimientos de McCallum eran tan extensos que (en el momento de la entrevista) consideró seriamente hacer de él asesor técnico de la serie.

## Vida personal
Estuvo casado con la actriz Jill Ireland desde 1957 hasta 1967. Tuvieron 3 hijos: Paul, Jason (adoptado) y Valentine. Estaba casado con Katherine Carpenter desde 1967. Tienen un hijo, Peter, y una hija, Sophie. Al momento de su muerte, David y Katherine McCallum vivían en Nueva York. Falleció por causas naturales en el Hospital presbiteriano de New York a sus 90 años.

## Filmografía

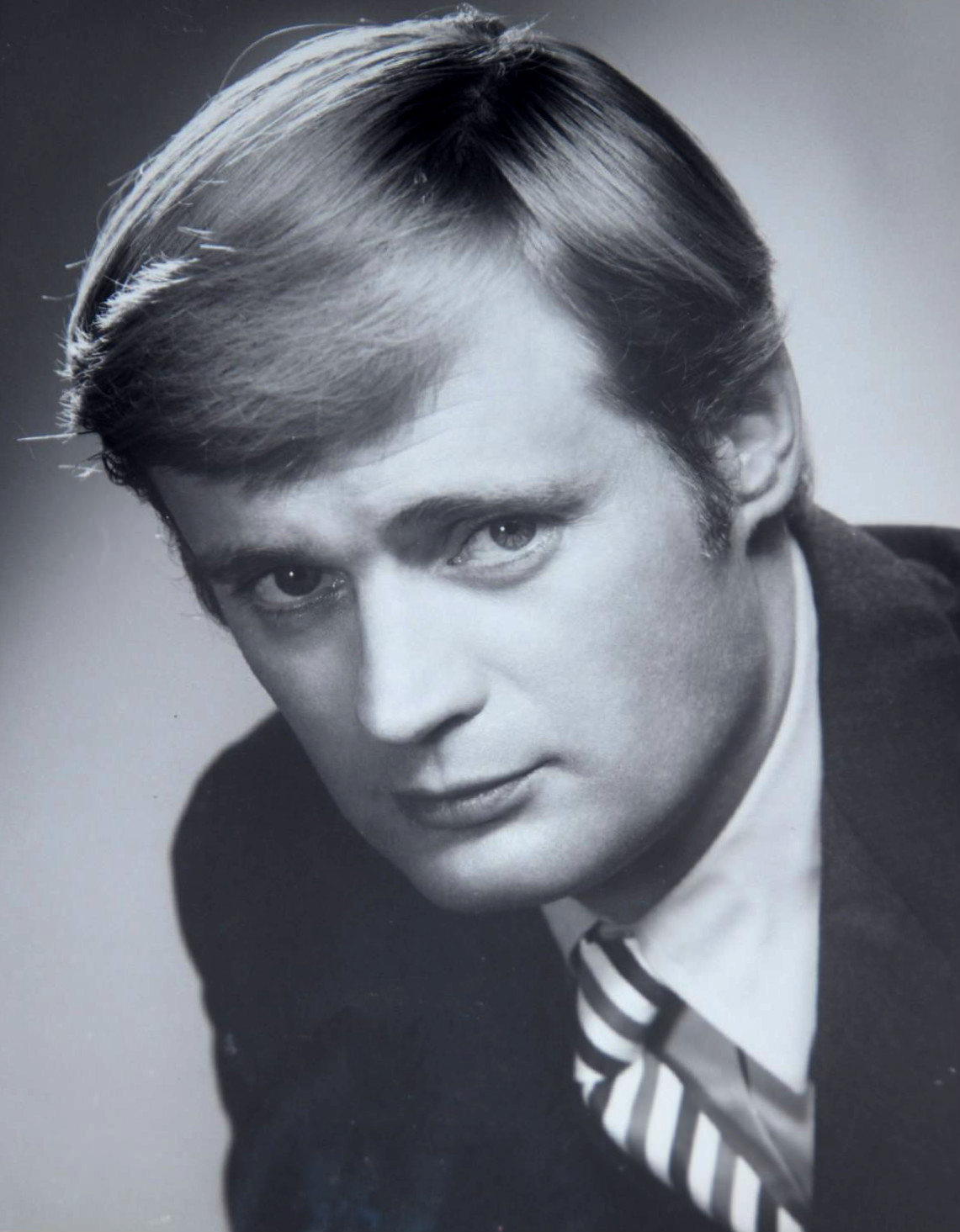
David McCallum en 1969

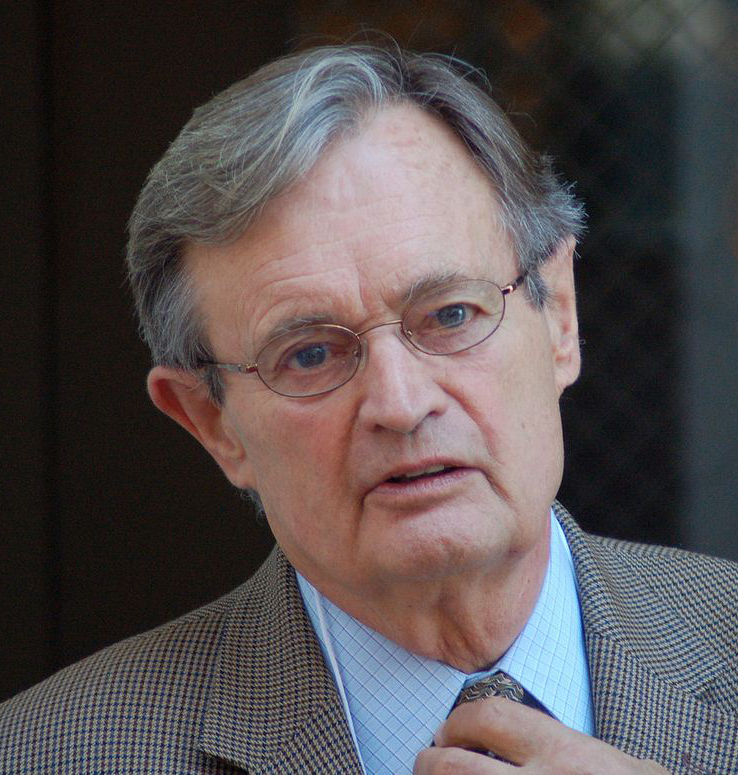
David McCallum en 2012

### Televisión (parcial)
- The Outer Limits: un episodio en 1963 y otro en 1964.
- The Man from U.N.C.L.E. (1964-1968)
- Teacher, Teacher, Hallmark Hall of Fame TV special (1969)
- Colditz (1972)
- The Invisible Man (1975-1976)
- Kidnapped (miniserie) (1979)
- Sapphire y Steel (1979-1982)
- As the World Turns (1983)
- Murder She Wrote
- The Return of the Man from U.N.C.L.E. (1983)
- El equipo A (cameo en el episodio The Say U.N.C.L.E. Affair) (1986)
- Mother Love (miniserie) (1989)
- Lucky/Chances (miniserie) (1990)
- Trainer (1991)
- Babylon 5: episodio "Infection" (1994)
- VR-5 (1995)
- Law & Order (Temporada 7 episodio 22 Man from U.N.C.L.E.) (1997)
- Coming Home (miniserie) (1998)
- The Education of Max Bickford (2001)
- NCIS (2003-2023)
- Los sustitutos - C.A.R. (2006-2009)

### Películas deThe Man from U.N.C.L.E.
- To Trap a Spy (1964)
- The Spy with My Face (1965)
- One Spy Too Many (1966)
- The Spy in the Green Hat (1966)
- One of Our Spies is Missing (1966)
- The Karate Killers (1967)
- The Helicopter Spies (1968)
- How to Steal the World (1968)

### Otras películas (parcial)
- These Dangerous Years (1957)
- Robbery Under Arms (1957)
- Hell Drivers (1957)
- The	Secret Place (1957)
- A Night to Remember (1958)
- Violent Playground (1958)
- The Long and the Short and the Tall (1960)
- Jungle Street (1961)
- Freud (1962)
- La fragata infernal (1962)
- La gran evasión (1963)
- The Greatest Story Ever Told (1965)
- Around the World Under the Sea (1966)
- Three Bites of the Apple (1967)
- Sol Madrid (1968)
- La Cattura (1969)
- Escuadrón Mosquito (1969)
- The Kingfisher Caper (1975)
- Dogs (1976)
- King Solomon's Treasure (1977)
- The Watcher in the Woods (1980)
- Terminal Choice (1985)
- The Haunting of Morella (1990)
- Hear My Song (1991)
- Fatal Inheritance (1993)
- Dirty Weekend (1993)
- Healer (1994)
- Cherry (1999)